# Галеан
Рио-де-Жанейро — Галеан имени Антониу Карлуса Жобина (порт. Rio de Janeiro/Galeão – Antonio Carlos Jobim International Airport) больше известен под названием Международный аэропорт Галеан (порт. Galeão International Airport), (Код ИАТА: GIG) — главный аэропорт, обслуживающий бразильский город Рио-де-Жанейро; находится в 20 километрах от центра города.
Название происходит от португальского Praia do Galeão, что переводится как Пляж Галеона, который расположен перед пассажирским терминалом (теперь пассажирский терминал бразильских воздушных сил) и где в 1663 году был построен галеон «Padre Eterno» военно-морских сил Португалии. Аэропорт также назван в честь бразильского музыканта Антониу Карлуса Жобина.

## История
История аэропорта началась 10 мая 1923 года, когда Школа военно-морской авиации (School of Naval Aviation) была размещена около пляжа Галеон на острове Губернатора. 22 мая 1941 года с созданием бразильского министерства воздушных сил, школа стала называться авиационной базой ВВС Галеан (Galeão Air Force Base) были построены терминал и ангары, а также была расширена взлётно-посадочная полоса. Те здания всё ещё существуют, и авиационная база ВВС Галеон всё ещё активна. 22 августа 1942 года аэродром начал интенсивно использоваться странами антигитлеровской коалиции для военных операций, связанных со Второй мировой войной.
1 февраля 1952 года был открыт новый пассажирский терминал. К 1970 году аэропорт являлся главным международным и внутренним воздушным центром Бразилии. В том же году стал обслуживаться агентством Infraero.

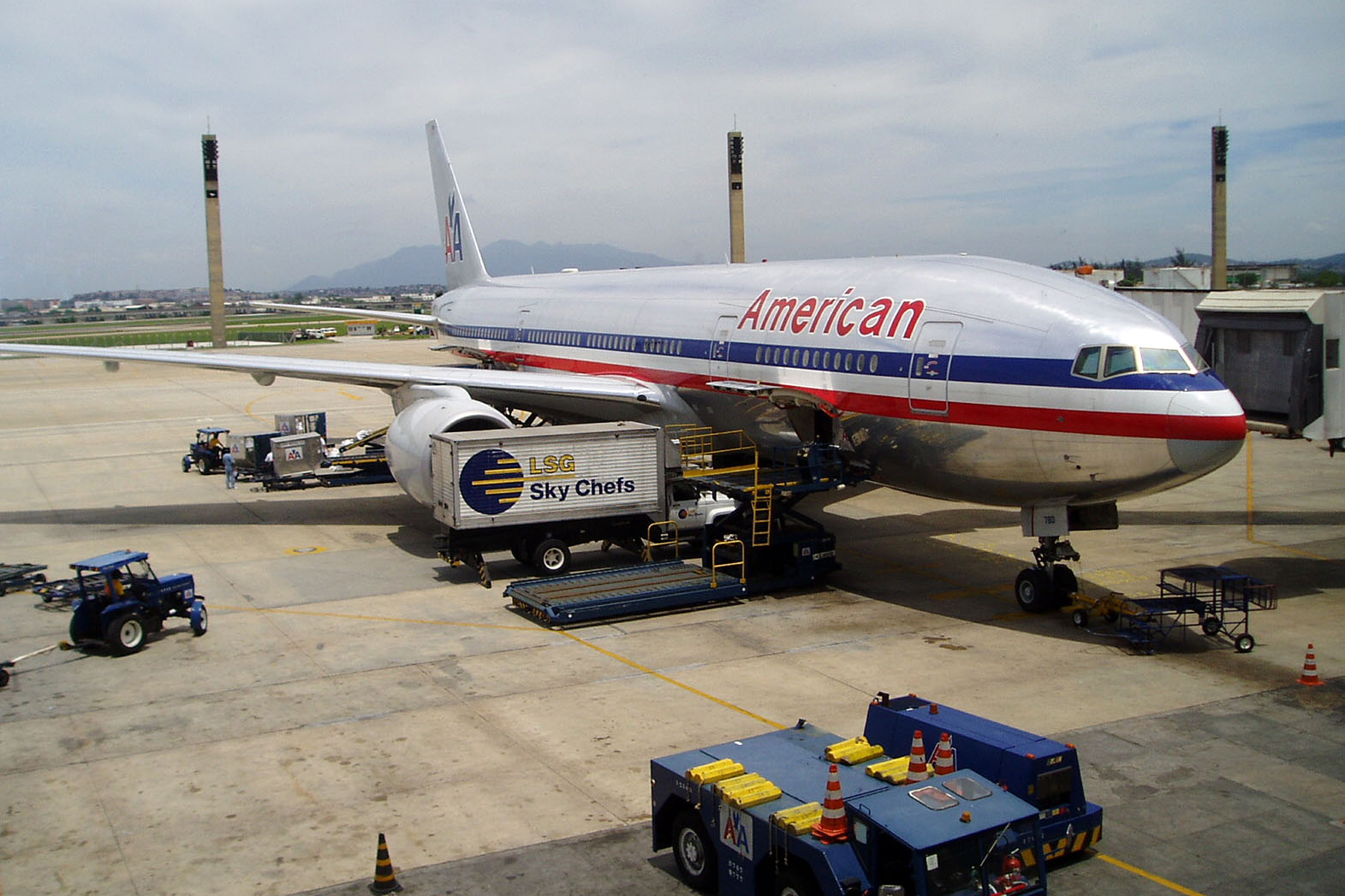
Boeing 777 в аэропорту Галеан

21 января 1976 года сверхзвуковой лайнер «Конкорд» авиакомпании Air France, взлетев из международного аэропорта имени Шарля де Голля, приземлился в аэропорту Галеан, свершив рейс Париж—Дакар—Рио-де-Жанейро. В фильме о Джеймсе Бонде «Лунный гонщик» был показан «Конкорд», приземляющийся в аэропорту Галеан.

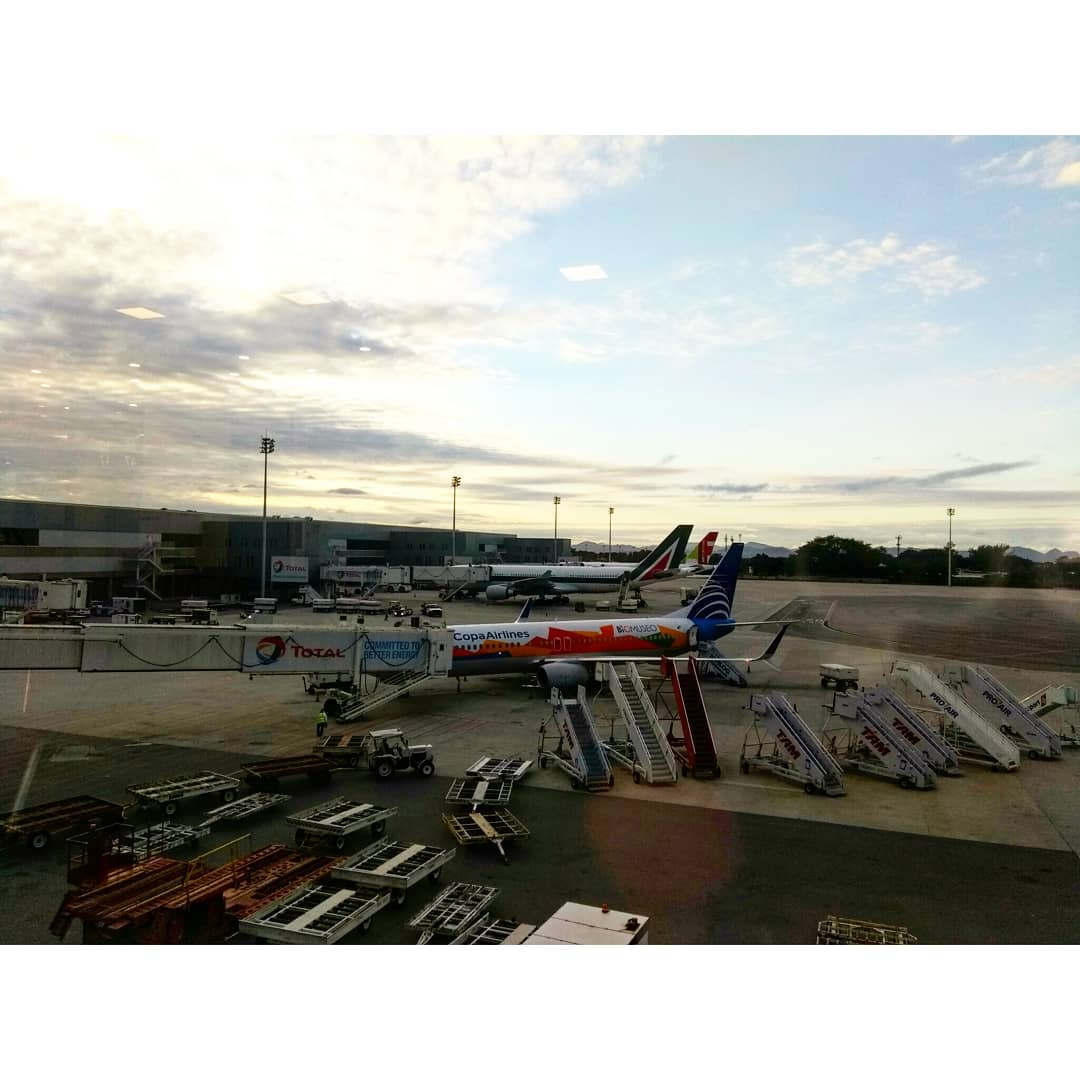
Международный аэропорт Галеан, терминал 2.

С 20 января 1977 года был открыт новый терминал, известный как пассажирский терминал 1, и до 1985 года, пока в штате Сан-Паулу не был построен аэропорт Гуарульюс, Галеан принимал все главные международные рейсы Бразилии. В течение 1991 года пассажирский терминал 1 подвергся своей первой главной реконструкции в связи с подготовкой к саммиту на высшем уровне по проблемам Земли (Earth Summit) ООН, проведённой в 1992 году. Его ежегодная пропускная способность была увеличена до 7,5 миллионов пассажиров в год. 20 июля 1999 года был открыт пассажирский терминал 2.
В 1985 году аэропорт Галеан потерял статус главного международного аэропорта страны. Этот статус перешёл к международному аэропорту Гуарульюс в штате Сан-Паулу, в котором была открыта новая взлётно-посадочная полоса, позволяющая совершать межконтинентальные полёты без ограничений по весу, и бразильские и иностранные авиалинии стали предпочитать использовать аэропорт Гуарульюс в качестве национального и международного центра.
В конкуренции с более современным аэропортом Гуарульюс и более близко расположенным к городу Рио-де-Жанейро аэропортом Сантос-Дюмон аэропорт Галеан начал терять объёмы пассажиропотока, прежде всего за счёт транзитных пассажиров. Правительством штата Рио-де-Жанейро была разработана программа развития аэропорта, и со второй половины 2000-х Галеан стал восстанавливать утраченные позиции.

## Авиалинии и направления
a.↑  Авиалиния, управляющая регулярными чартерными рейсами.

## Общественный транспорт
Аэропорт расположен в 20 км к северу от центра города Рио-де-Жанейро, на Острове Губернатора.
Из города до аэропорта можно добраться на такси, на автобусе номер 2018, который ходит раз в полчаса (между 05:30 и 22:30 часами) от аэропорта Галеан до центральной автобусной станции, центра города Рио-де-Жанейро, аэропорта Сантос-Дюмон, и южных частей города вдоль берега, с конечной остановкой на автобусном вокзале Alvorada в Барре-да-Тижуке (Barra da Tijuca). Билетные стойки для этого автобусного сообщения находятся в зоне прибытия обоих терминалов.

## Перспективы развития
31 августа 2009 года Infraero представил план модернизации международного аэропорта Галеан, сосредоточившись на приготовлениях к чемпионату мира по футболу 2014 года и Летним Олимпийским играм 2016, которые прошли в Рио-де-Жанейро.
Таким образом были вложены инвестиции в:
- Реконструкцию Пассажирского Терминала 1. Стоимость 314.9 миллионов. Срок сдачи: февраль 2011
- Завершение и реконструкцию Пассажирского Терминала 2. Стоимость 284.0 миллионов. Срок сдачи: май 2012
- Строительство дальнейшей парковки. Стоимость 220.0 миллионов. Срок сдачи: май 2013